# Estérope (hija de Cefeo)
En la mitología griega, Estérope (en griego antiguo: Στερόπη) fue una hija Cefeo, rey de Tegea en Arcadia. Recibió de Heracles un rizo de la cabellera de la Gorgona Medusa en un vaso de bronce para defender la ciudad en ausencia de su padre Cefeo que iba a luchar junto a Heracles contra los hijos de Hipocoonte. Lo único que debía hacer era subir a las murallas y agitar tres veces el vaso con el rizo para que los enemigos huyeran, de esta manera el héroe Heracles se ganó la amistad del rey Cefeo.